# Denise Nickerson
Denise Nickerson (New York, 1957. április 1. – Aurora, Colorado, 2019. július 10.) amerikai gyerekszínész.

## Filmjei
Mozifilmek
- Mosolyogj! (Smile) (1975)
- Zero to Sixty (1978)
- Willy Wonka és a csokigyár (Willy Wonka & the Chocolate Factory) (1971)

Tv-filmek
- The Neon Ceiling (1971)
- The Man Who Could Talk to Kids (1973)
- If I Love You, Am I Trapped Forever? (1974)
- The Dark Side of Innocence (1976)

Tv-sorozatok
- Flipper (1965, egy epizódban)
- Dark Shadows (1968–1970, 71 epizódban)
- Search for Tomorrow (1971–1972, két epizódban)
- Owen Marshall, Counselor at Law (1972, egy epizódban)
- The Electric Company (1972–1973, 130 epizódban)
- The Brady Bunch (1974, egy epizódban)
- Bert D'Angelo/Superstar (1976, egy epizódban)
- Disneyland (1978, egy epizódban)